# Alan Dale
Alan Dale (* 6. květen 1947, Dunedin, Nový Zéland) je novozélandský herec, který se objevil i v mnoha australských a amerických pořadech.
Poprvé se stal známým díky australskému seriálu The Young Doctors, kde hrál Dr. Johna Forresta. V letech 1985–1993 hrál v další australské telenovele Neighbours. Dale se pak přestěhoval do Los Angeles a hrál většinou menší role v mnoha seriálech. Hlavní role si zahrál v seriálech O.C. a Ošklivka Betty. Od roku 2017 hraje jednu z hlavních rolí v seriálu stanice The CW Dynastie.

## Filmografie

### Film
| Rok  | Název                                       | Role                           | Poznámky            |
| ---- | ------------------------------------------- | ------------------------------ | ------------------- |
| 1989 | Houseboat Horror                            | Evans                          |                     |
| 2002 | Rent Control                                | George                         |                     |
| 2002 | Star Trek: Nemesis                          | Praetor Hiren                  |                     |
| 2003 | The Extreme Team                            | Richard Knowles                |                     |
| 2003 | Detektivové z Hollywoodu                    | velitel Preston                |                     |
| 2004 | Straight Eye: The Movie                     | otec Kelly                     |                     |
| 2004 | Když se setmí                               | šéf ochranky                   |                     |
| 2008 | Indiana Jones a království křišťálové lebky | generál Ross                   |                     |
| 2010 | Nebojte se tmy                              | Charles Jacoby                 |                     |
| 2011 | Malý kousek nebe                            | Dr. Sanders                    |                     |
| 2011 | Happy New Year                              | Bill                           |                     |
| 2011 | Kazatel                                     | monsignor Chamberlain          |                     |
| 2011 | Muži, kteří nenávidí ženy                   | detektiv Isaksson              |                     |
| 2012 | Na vlásku šťastně až navěky                 | kněz (hlas)                    | krátkometrážní film |
| 2014 | Captain America: Návrat prvního Avengera    | člen Světové bezpečnostní rady |                     |
| 2014 | Grace                                       | otec John                      |                     |
| 2015 | Vicentův svět                               | John Ellis                     |                     |
| 2016 | Cradlewood                                  |                                |                     |

### Televize
| Rok                  | Název                                     | Role                                   | Poznámky                                 |
| -------------------- | ----------------------------------------- | -------------------------------------- | ---------------------------------------- |
| 1979-1982            | The Young Doctors                         | Dr. John Forrest                       | hlavní role, 10 dílů                     |
| 1985-1992, 2018–2019 | Neighbours                                | Jim Robinson                           | hlavní role, 1120 dílů                   |
| 1986                 | Daleká země                               | Dave Marshall                          | dvojdílný televizní film                 |
| 1994                 | Janus                                     | Richard Issacs                         | díl: „Malice Aforethought“               |
| 1994                 | Time Trax                                 | Mr. Bergdorf                           | díl: „Crash“                             |
| 1995                 | Plainclothes                              | Mitch Mitchell                         |                                          |
| 1995                 | Space: Above and Beyond                   | Guvernér Borman                        | díl: „Pilot“                             |
| 1997                 | Frontline                                 | Dave                                   | díl: „Dick on the Line“                  |
| 1997                 | Blue Heelers                              | Rod Wright                             | díl: „Off the Air“                       |
| 1997-1998            | State Coroner                             | Dudley Mills                           | 8 dílů                                   |
| 1999                 | Alien Cargo                               | Eichhorn                               | TV film                                  |
| 1999                 | First Daughter                            | Daly                                   | TV film                                  |
| 2000                 | Ztracený svět                             | Phelan                                 | díl: „The Chosen One“                    |
| 2000-2001            | Pohotovost                                | Al Patterson                           | 4 díly                                   |
| 2001                 | The Lone Gunmen                           | Michael Wilhelm                        | díl: „Eine Kleine Frohike“               |
| 2001                 | Philly                                    | Bruce Frohman                          | díl: „Loving Sons“                       |
| 2002                 | Akta X                                    |                                        | 3 díly                                   |
| 2002                 | American Dreams                           | bezejmenná role                        | díl: „Soldier Boy“                       |
| 2002                 | The Practice                              | Soudce Robert Brenford                 | 2 díly                                   |
| 2002-2003            | Západní křídlo                            | Mitch Bryce                            | 2 díly                                   |
| 2003                 | JAG                                       | Tom Morrow                             | 2 díly                                   |
| 2003                 | Kriminálka Miami                          | generál Dubay                          | díl: „Blood Brothers“                    |
| 2003-2004            | 24 hodin                                  | viceprezident Jim Prescott             | 8 dílů                                   |
| 2003-2005            | O.C.                                      | Caleb Nichol                           | hlavní postava (1.–2. řada), 35 dílů     |
| 2003-2016            | Námořní vyšetřovací služba                | Tom Morrow                             | 14 dílů                                  |
| 2004                 | Drzá Jordan                               | Carl Logan                             | díl: „Slam Dunk“                         |
| 2005                 | E-Ring                                    | Metcalfe                               | 3 díly                                   |
| 2006-2008            | Ošklivka Betty                            | Bradford Meade                         | hlavní role (1.–2. řada), 35 dílů        |
| 2006-2010            | Ztraceni                                  | Charles Widmore                        | 17 dílů                                  |
| 2008                 | Torchwood                                 | Dr. Aaron Copley                       | díl: „Reset“                             |
| 2008                 | Midnight Man                              | Donald Hagan                           | 2 díly                                   |
| 2008                 | Sea Patrol                                | Ray Walsman                            | 6 dílů                                   |
| 2008-2011            | Vincentův svět                            | John Ellis                             | 5 dílů                                   |
| 2009                 | Flight Of The Conchords                   | australský velvyslanec                 | díl: „The Tough Brets“                   |
| 2009                 | Moving Wallpaper                          | John Priest                            | 6 dílů                                   |
| 2009                 | Zákon a pořádek: Útvar pro zvláštní oběti | soudce Joshua Koehler                  | díl: „Liberties“                         |
| 2010                 | Important Things with Demetri Martin      | Mob Boss                               | díl: „Attention“                         |
| 2010                 | Status: Nežádoucí                         | pan Bocklage                           | díl: „Entry Point“                       |
| 2010-2011            | Mr. & Mrs. Bloom                          | James Kelvin                           | 5 dílů                                   |
| 2011                 | Californication                           | Lloyd Alan Philips Jr.                 | díl: „The Recused“                       |
| 2011                 | Doomsday Prophecy                         | generál Slate                          | TV film                                  |
| 2011                 | Lovci zločinců                            | Ulrich Kohl                            | díl: „Foe“                               |
| 2011-2012            | The Killing                               | senátor Eaton                          | 5 dílů                                   |
| 2011-2013, 2017      | Bylo, nebylo                              | král George / Albert Spencer / Spencer | 9 dílů (1.–2. řada, 6. řada)             |
| 2012                 | Beauty and the Beast                      | císař Dorian                           | díl: „Pilot“, seriál nebyl vybrán        |
| 2012                 | Profesionální lháři                       | Jonathan Strauss                       | díl: „Microphallus“                      |
| 2012                 | Unsupervised                              | Sid                                    | díl: „Jesse Judge Lawncare Incorporated“ |
| 2012-2013            | Nouzové přistání                          | Emmet Lawson                           | 8 dílů                                   |
| 2013                 | Once Upon a Time: The Price of Magic      | vypravěč                               |                                          |
| 2013                 | Tělo jako důkaz                           | Emmett Harrington                      | díl: „Breakout“                          |
| 2013                 | The Mindy Project                         | Alfred                                 | díl: „Sk8er Man“                         |
| 2013                 | Auckland Daze                             | sám sebe                               | 3 díly                                   |
| 2014                 | Dominion                                  | generál Edward Riesen                  | hlavní role, 16 dílů                     |
| 2015                 | Top Coppers                               | Frank                                  | díl: „The Chill of the Cockney Freezer“  |
| 2016                 | Secret City                               | ministr Martin Toohey                  | hlavní role, 6 dílů                      |
| 2016                 | Kriminálka: Oddělení kybernetiky          | Richard Margolin                       | díl: „Fit-and-Run“                       |
| 2016                 | Exprezident Graves                        | Trevor Lloyd                           | díl: „Lions in Winter“                   |
| 2017                 | Ve jménu vlasti                           | prezident Morse                        | díl: „Návrat“                            |
| 2017–dosud           | Dynastie                                  | Joseph Anders                          | hlavní role                              |
| 2019                 | Na vlásku: Seriál                         | Vicar (hlas)                           | díl: „Rapunzeltopia“                     |

### Videohry
| Rok  | Název                         | Role                                 | Poznámky |
| ---- | ----------------------------- | ------------------------------------ | -------- |
| 2002 | X-Men: Next Dimension         | Různé hlasy                          |          |
| 2004 | EverQuest II                  | Dawson Magnificent                   |          |
| 2005 | Yakuza                        | Masa Sera                            |          |
| 2006 | 24: The Game                  | viceprezident Jim Prescott           |          |
| 2012 | Mass Effect 3                 | Henry Lawson / kapitán Aaron Sommers |          |
| 2013 | The Bureau: XCOM Declassified | Dr. Alan Weir                        |          |

### Divadlo
| Rok  | Název    | Role       | Poznámky |
| ---- | -------- | ---------- | -------- |
| 2008 | Spamelot | Král Artuš |          |